# Vendières
Vendières ist eine französische Gemeinde  mit 129 Einwohnern (Stand: 1. Januar 2022) im Département Aisne in der Region Hauts-de-France. Sie gehört zum Arrondissement Château-Thierry und zum Kanton Essômes-sur-Marne. 

## Geografie
Die Gemeinde Vendières liegt an der Grenze zum Département Seine-et-Marne, 18 Kilometer südlich von Château-Thierry am Fluss Petit Morin, der die Gemeinde im Süden und Südosten begrenzt. Umgeben wird Vendières von den Nachbargemeinden L’Épine-aux-Bois im Norden, Marchais-en-Brie im Nordosten und Osten, Mécringes im Osten und Südosten, Dhuys et Morin-en-Brie im Südosten und Süden, Montdauphin im Süden und Südwesten, Verdelot im Westen sowie Viels-Maisons im Westen und Nordwesten.

## Bevölkerungsentwicklung
| Jahr                       | 1962 | 1968 | 1975 | 1982 | 1990 | 1999 | 2006 | 2013 | 2022 |
| Einwohner                  | 166  | 146  | 128  | 123  | 121  | 123  | 131  | 159  | 129  |
| Quellen: Cassini und INSEE |      |      |      |      |      |      |      |      |      |

## Sehenswürdigkeiten
- Kirche Saint-Jean-Baptiste, Monument historique
- Pfarrhaus aus dem 17. Jahrhundert
- Gutshof Courbetin aus dem 17. Jahrhundert

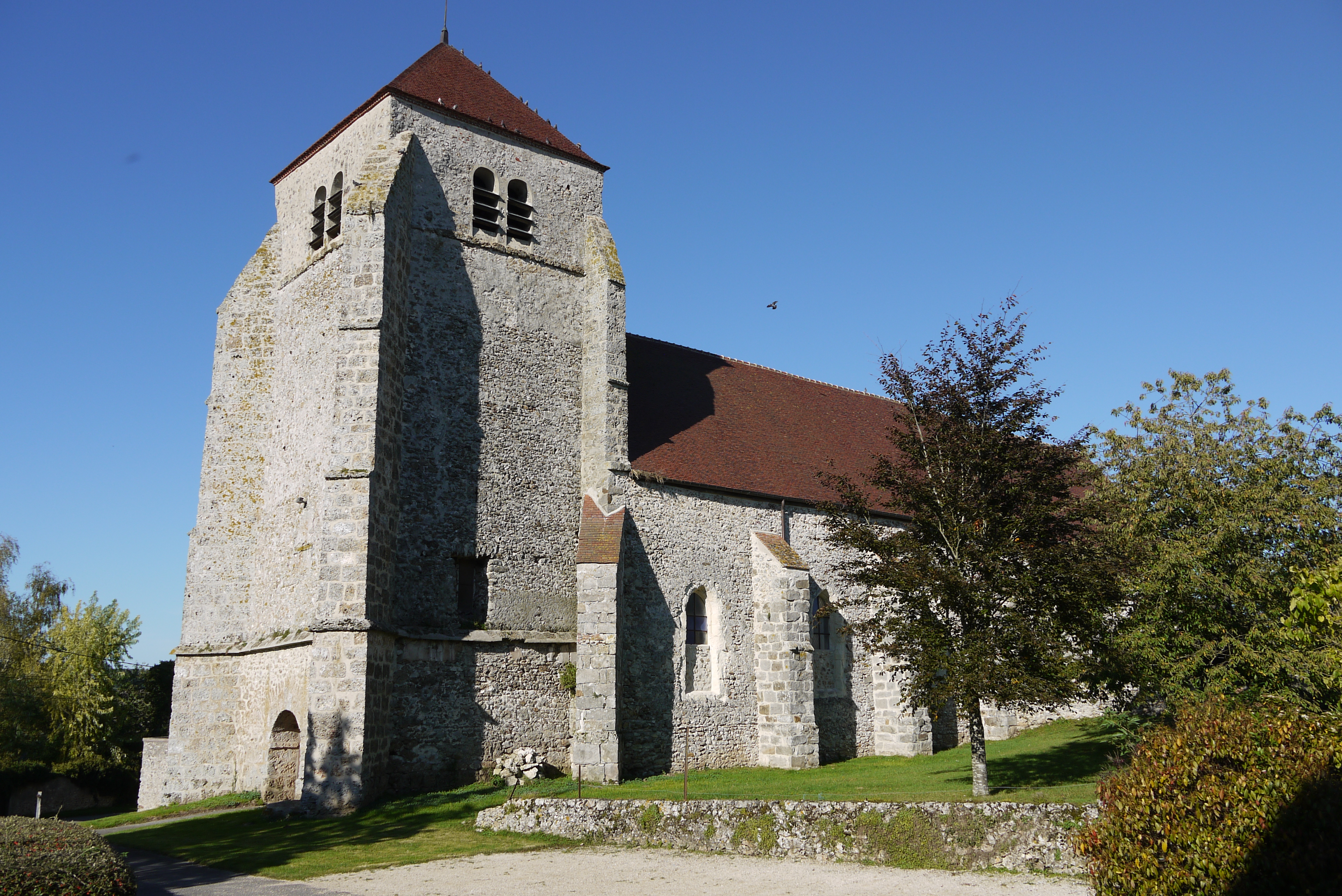
Kirche Saint-Jean-Baptiste